# Yellow (filme)
Yellow (br: A Cor do Perdão) é um filme estadunidense do gênero drama, romance e musical dirigido por Alfredo De Villa, lançado em 2006 e estrelado por Roselyn Sanchez, Bill Duke e D. B. Sweeney.

## Sinopse
Uma porto-riquenha vive com seu pai que um dia foi um famoso bailarino, mas agora está preso a uma cadeira de rodas. Em busca de seu sonho, ela parte para a cidade de Nova York, onde pretende ingressar em uma companhia de dança e seguir uma carreira. Porém, ali, as coisas não saem exatamente como ela imaginava, e a garota acaba parando em uma casa de strip-tease para ganhar a vida. No local, ela conhece um solitário e complicado médico, por quem acaba se apaixonando. Agora, ela precisa enfrentar uma série de desafios que a vida lhe impõe para conseguir superar todas as dificuldades e tentar ser feliz.

## Elenco
- Roselyn Sanchez - Amarillys
- Bill Duke - Miles Emory
- D. B. Sweeney - Christian Kyle
- Jaime Tirelli - Franco Campos
- Sully Diaz - Carmen Campos
- Richard Petrocelli - Jack Frawley
- Nancy Millan - Hilda (como Nancy Millán)
- Manny Perez - Angelo
- Erika Michels - Elizabeth
- Jorge R. Calderon - Joeli (como Jorge R. Calderón)
- Sammi Rotibi - Red
- Carlton Wilborn - coreógrafo da Broadway
- Ricardo Alvarez Santiago - Johnny Cantu (como Ricardo Álvarez Santiago)
- Carmen Gutierrez - senhora
- Freddi de Arcé - Rocco (como Freddie De Arce)
- Sorely Muentes - dançarina
- Eugene Cotto - ele mesmo (sem créditos)

## Ficha Técnica
Título original: Yellow
Ano: 2006
Tempo: 93min
País: EUA, Porto Rico
Produtora:
Europa Filmes
Produtores:
Dennis Stuart Murphy
Roselyn Sanchez
Steven J. Brown
Roteirista:
Nacoma Whobrey